# My Saga
Il My Saga è stato un superyacht battente bandiera delle Isole Cayman (Regno Unito) naufragato nel golfo di Squillace al largo di Catanzaro Lido, Cantanzaro, capoluogo della Calabria, nel 2022.

## Caratteristiche
Il My Saga era uno superyacht lungo 39,4 metri e largo 8,4 metri e aveva un pescaggio di 2,2 metri. La sua stazza lorda era di 376 tsl e la sua velocità massima registrata era 14 nodi grazie ai 2 motori Diesel elettrici Caterpillar Inc da 503 CV con un'autonomia fino a 4.606 miglia nautiche dai suoi serbatoi di carburante da 48.400 litri. L'imbarcazione presentava il design esterno progettato da Tim Heywood Design Ltd. e l'arredo interno di Jean-Marc Achy architecte DPLG. La barca poteva ospitare fino a 12 ospiti in 6 cabine e aveva alloggio per i 7 membri dell'equipaggio italiani, compreso il capitano della nave. Il My Saga aveva uno scafo in acciaio e una sovrastruttura in alluminio. I suoi serbatoi d'acqua immagazzinavano circa 8.840 litri di acqua dolce.

## Storia
Era stato costruito in Italia dai Cantieri San Marco per conto di Monaco Yachting & Technologies e consegnato al suo primo armatore nel 2007 con il nome YuKo. Il panfilo venne costruito in Italia per conto di Monaco Yachting & Technologies, con sede nel Principato di Monaco, e venne completato e consegnato al suo primo armatore nel 2007 con il nome di YuKo; era il più grande yacht mai costruito dalla compagnia.

### Proprietà discussa
Secondo alcune fonti e testate specializzate, però, il lussuoso yacht potrebbe appartenere all’oligarca russo Gennady Ayvazyan. Fra chi sostiene questa tesi c’è anche il notiziario bielorusso NEXTA che riportò su Twitter il video del naufragio. Se questa ipotesi dovesse essere confermata, il nome dello yacht dovrebbe essere Life Saga e non My Saga. Fondatore di Krutrade, Ayvazyan è uno dei più grandi commercianti di carbone del mondo. Fu anche direttore della World Coal Association, con sede a Londra.

### Naufragio
Il 20 agosto 2022 il panfilo si trovava in navigazione da Gallipoli a Milazzo al largo di Catanzaro Lido quando la nave cominciò ad imbarcare acqua da poppa, come segnalato alla Sala operativa della Capitaneria di porto di Crotone. In zona venne inviato un pattugliatore romeno, in servizio per conto dell’agenzia Frontex, e la motovedetta CP 321 della Guardia Costiera da Crotone. I primi quattro passeggeri e un membro dell’equipaggio, furono messi in sicurezza sul pattugliatore e successivamente trasbordati sulla motovedette e condotti in porto a Catanzaro Lido, mentre la società armatrice contattò una ditta di rimorchio crotonese per tentare il recupero dell’unità. All’alba arrivò il rimorchiatore Alessandro secondo di Crotone che iniziò a trainare il My Saga verso Crotone, l’unico porto ove la nave sarebbe potuta entrare, prendendo a bordo altri quattro membri dell’equipaggio, tra cui il comandante. La situazione peggiorò a causa delle condizioni meteo e della costante inclinazione del superyacht.
Diventò poi improponibile arrivare sino a Crotone e si ipotizzò uno spiaggiamento come ultima soluzione. Malgrado questo tentativo, però, l’acqua invase lo scafo e il rimorchiatore non poté fare altro che sganciare il My Saga che naufragò in brevissimo tempo intorno alle ore 13:00 ora locale.
Il personale marittimo del superyacht che si trovava a bordo del rimorchiatore, fu trasbordato sulla motovedetta CP 321 per essere condotto a Catanzaro Lido. Un’inchiesta fu avviata per accertare i motivi dell’affondamento.